# Dorcadion jakovleviellum
Dorcadion jakovleviellum là một loài bọ cánh cứng trong họ Cerambycidae.